# Bucey-lès-Traves
Bucey-lès-Traves é uma comuna francesa na região administrativa de Borgonha-Franco-Condado, no departamento de Alto Sona. Estende-se por uma área de 2,79 km². Em 2010 a comuna tinha 131 habitantes (densidade: 47 hab./km²).